# Urânio empobrecido

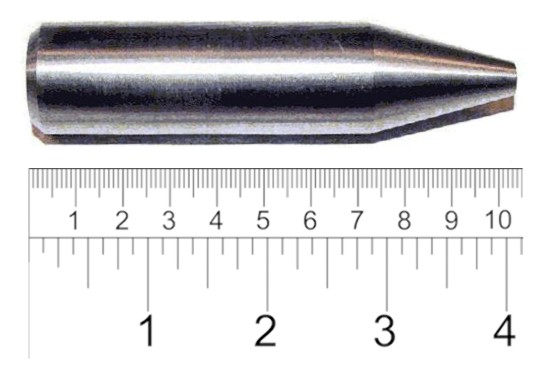
Projétil de urânio empobrecido.

O urânio empobrecido, também conhecido como urânio exaurido, urânio esgotado ou DU (do inglês depleted uranium),  basicamente composto do isótopo 238U (urânio-238), de difícil fissão, é o subproduto do processo de enriquecimento ou do reprocessamento de urânio para obtenção do isótopo 235U (urânio-235), que é usado para fissão em reatores e armas nucleares.
O urânio empobrecido obtido como subproduto do processo de enriquecimento contém menos que 1/3 da quantidade de 235U e 234U existente no urânio natural. O urânio encontrado na natureza é composto de aproximadamente de 99,27% de U-238, 0,72% de 235U e 0.0055% de 234U, enquanto a composição típica do urânio empobrecido  é 99,8% de 238U; 0,2% a 0.4% de 235U e 0,001% de 234U.
O DU também pode ser subproduto do reprocessamento nuclear e, neste caso, distingue-se pela presença de 236U (urânio-236).
O urânio empobrecido é ainda menos radioativo que o urânio natural (emite o equivalente a cerca de 60% da radiação emanada do urânio natural). Sua alta densidade (19.050 kg/m³ ou 67% superior à do chumbo) faz do urânio empobrecido um material apreciado para diversas aplicações civis e militares. No campo civil ele é usado como lastro em aeronaves e como escudo contra radiação. No meio militar é utilizado em projéteis, blindagens físicas e peças de artilharia em geral. Tais usos são controversos. Embora seja menos tóxico que outros metais pesados (como o arsênico e o mercúrio) e fracamente radioativo em razão da sua longa meia-vida (bilhões de anos), não há pesquisas conclusivas sobre os riscos envolvidos no uso do DU.
É comprovado a partir de diversos estudos laboratoriais que o Urânio-238 é tóxico para mamíferos, ataca o sistema reprodutivo e o desenvolvimento do feto causando fertilidade reduzida, abortos e deformações no nascituro. Testes citológicos mostram que, à exposição crônica, o DU é leucogênico, mutagênico e também neurotóxico. Sabe-se que toda exposição a radiação ionizante envolve riscos, mas não há dados epidemiológicos conclusivos acerca da exposição humana ao urânio empobrecido e sua correlação com a ocorrência de patologias específicas como o câncer. Contudo o governo do Reino Unido atendeu ao pleito de um veterano da Guerra do Golfo sob a alegação de intoxicação por urânio empobrecido, além de defeitos congênitos em seus filhos concebidos após sua atuação na guerra.

## História

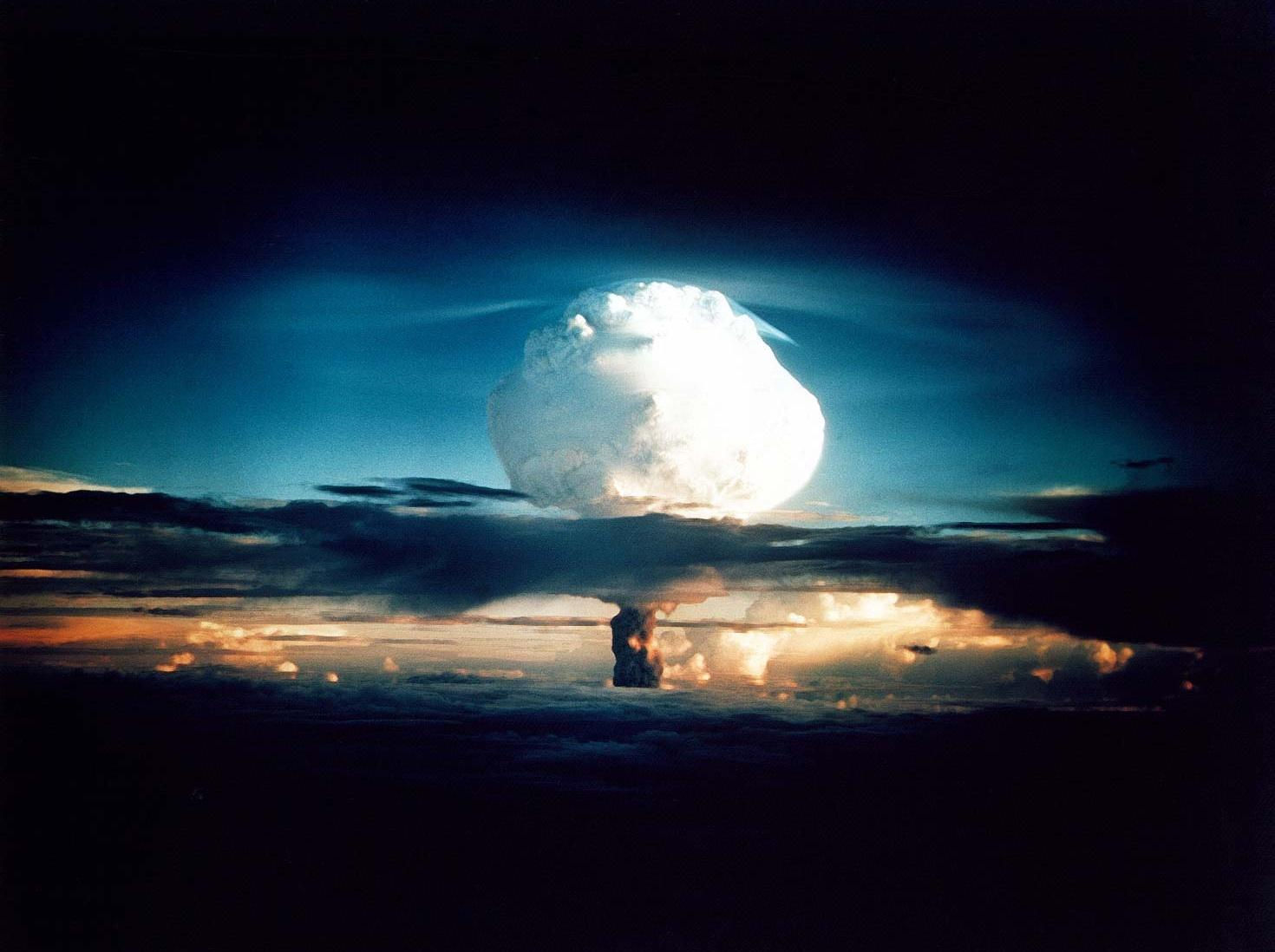
A bomba de hidrogênio fissiona também urânio empobrecido.

No início da década de 1940 a corrida bélica da Segunda Guerra Mundial dava seus primeiros passos em direção ao poder do átomo previsto por Einstein e sua famosa equação E=MC². Os Estados Unidos da América e a União Soviética lideravam a corrida iniciando a produção de urânio enriquecido, o U-235. No entanto o U-235 é, na verdade, separado do minério de urânio e não representa mais que 0,73% do urânio encontrado na natureza. O resto, ou seja mais de 99%, constituía-se de urânio empobrecido de pouca ou nenhuma utilidade naquele momento. Anos mais tarde surgiriam reatores capazes de produzir energia a partir do urânio empobrecido e dispositivos termonucleares onde também serviria como combustível.
Todavia não apenas as propriedades atômicas mostrariam a utilidade do isótopo U-238.